# Patto delle Gilde

Il logo del set: in alto al centro è visibile il simbolo dell'espansione, mentre sullo sfondo si notano i simboli delle tre gilde presentate in questo set

Patto delle Gilde (in inglese Guildpact) è stato un set di espansione del gioco di carte collezionabili di Magic: l'Adunanza.
In vendita in tutto il mondo a partire dal 3 febbraio 2006, è stata la seconda espansione del Blocco di Ravnica, seguita da Discordia.

## Ambientazione
Il set è ambientato in un piano dimensionale costituito da un'unica immensa città, Ravnica, in cui la gestione del comando e dell'ordine è in mano appunto al Patto delle Gilde, un'associazione costituitasi 10.000 anni fa dall'alleanza fra i parun, ovvero i capi fondatori delle attuali dieci gilde.
Ecco i nomi delle gilde:
- la Casata Dimir
- la Legione Boros
- il Conclave di Selesnya
- lo Sciame Golgari
- il Sindacato Orzhov
- il Clan Gruul
- la Lega Izzet
- l'Alleanza Simic
- il Senato Azorius
- il Culto di Rakdos

## Caratteristiche
Patto delle Gilde è costituita da 165 carte, stampate a bordo nero, così ripartite:
- per colore: 21 bianche, 21 blu, 21 nere, 15 rosse, 21 verdi, 7 incolori, 50 multicolore e ibride, 9 terre.
- per rarità: 55 comuni, 55 non comuni e 55 rare.

Il simbolo dell'espansione, (il simbolo del Patto delle Gilde), si presenta nei consueti tre colori a seconda della rarità: nero per le comuni, argento per le non comuni, e oro per le rare.
Patto delle Gilde è disponibile in bustine da 15 carte casuali ciascuna, e in 3 mazzi tematici precostituiti da 60 carte:
- Codice degli Orzhov (bianco/nero)
- Brutalità Gruul (rosso/verde)
- Arnesometria Izzet (blu/rosso)

Patto delle Gilde fu presentata in tutto il mondo durante i tornei di prerelease il 21 gennaio 2006, in quell'occasione venne distribuita una speciale carta olografica promozionale: il Genio Illuminato, che presentava un'illustrazione alternativa rispetto alla carta che si poteva trovare nelle bustine.

### Ristampe
Da set precedenti sono state ristampate le seguenti carte:
- Cremare (dal set Invasione)
- Tornado Scatenato (dal set Mirage)

## Novità
In Patto delle Gilde continua l'esplorazione del mondo urbano di Ravnica, presentando tre nuove gilde che si vanno ad affiancare a quelle già illustrate in Ravnica, city of guilds.

Queste nuove gilde sono:
- il Sindacato Orzhov (gilda bianco/nera), con la nuova abilità Tormentare (Haunt). Una magia che possiede tormentare può, quando va al cimitero, venire invece rimossa dal gioco. Se viene fatto quella magia va a tormentare una creatura bersaglio. Quando la creatura tormentata finisce nel cimitero quella magia può sfruttare degli effetti (differenti a seconda della carta).
- i Clan Gruul (gilda rosso/verde), con Sete di Sangue (Bloodthirst). Quando una creatura con sete di sangue entra in gioco e nello stesso turno della sua entrata in gioco è stato inflitto danno ad un avversario puoi mettere un certo numero di segnalini +1/+1 (sulla carta vi è scritto quanti) su quella creatura.
- la  Lega Izzet (gilda blu/rossa), con Replicare (Replicate). Quando giochi una magia con replicare puoi pagare quante volte vuoi un dato numero di mana. Se lo fai copi quella magia per tutte le volte che hai pagato quel costo.

Come in Ravnica, anche in Patto delle Gilde sono presenti speciali carte multicolore, dette ibride, giocabili con uno o due colori diversi, e correlate alla specifica gilda di appartenenza.

## Carte famose
Fra le carte famose del set troviamo
- le tre nuove terre doppie:
  - il Santuario Senza Dio
  - il Terreno Calpestabile
  - le Fumarie di Vapore
- i comandanti leggendari delle gilde:
  - Concilio Fantasma di Orzhova (Sindacato Orzhov)
  - Teysa, Erede di Orzhov (Sindacato Orzhov)
  - Borborygmos (Clan Gruul)
  - Ulasht, il Seme dell'Odio (Clan Gruul)
  - Niv-Mizzet il Mentefiamma (Izzet)
  - Tibor e Lumia (Izzet)
- numerose carte che sono state ben accolte nei tornei di tipo T2 per la loro aggressività, come
  - Bassifondi Inquieti
  - Rusalka Ustionata
  - Picchiatore Scab-Clan
- o per la loro elusività come
  - Calcasporgenze Silhana
  - Fossaiolo Skarggan
  - Solifugo Gigante
- un'altra carta ampiamente utilizzata è Mortificare

Nel set sono presenti due cicli di carte incantesimo:
- il ciclo delle Leyline, cinque incantesimi che, se presenti nella mano iniziale, possono essere giocati senza pagare il loro costo di lancio,
- il ciclo dei Magimarchi, cinque aure con incanta creatura che garantiscono dei bonus a tutte le creature incantate del loro controllore.

In Guildpact fanno la loro comparsa anche i Nephilim strane creature multicolori di quattro colori, che rappresentano gli antichi spiriti custodi del mondo di Ravnica. Ogni Nephilim possiede un costo di mana composto unicamente dai simboli di quattro dei cinque colori. Quello escluso è il colore "nemico" della coppia di colori al centro.